# Aunaire d'Auxerre
Aunaire d'Auxerre ou saint Aunaire († 603), de son vrai nom Aunacharius, est né vers le milieu du VIe siècle dans une famille noble de l'Orléanais. Il est le 18e évêque d'Auxerre de 572 à sa mort en 605.
Il est connu pour avoir convoqué vers 585 un synode diocésain dont les quarante-six canons dressés à l'occasion ont été abondamment utilisés dans toutes les collections de conciles anciens et modernes.
C'est un saint fêté le 25 septembre en Orient et en Occident.

## Son nom
Le nom d'Aunaire est une syncope de son vrai nom Aunacharius. Il a été écrit de très diverses façons : Aunharius, Agnarius, Angnarius, Annarius, Anianus. Quelques anciens manuscrits de Sens l'appellent Authnarius. En 1469, on trouve Anès, en 1554 Aunès,.

## Biographie
Son frère Austrène est évêque d'Orléans. Sa sœur Austrégilde ou Aide est honorée d'un culte public ; elle est la mère de saint Leu (Lupus) futur archevêque de Sens, qui grandit à Auxerre sous les yeux d'Aunaire son oncle,.
Il passe sa jeunesse à la cour du roi Gontran. Mais il la quitte pour rejoindre le tombeau de saint-Martin où il prend la tonsure (sans prévenir ses parents) et devient clerc au cours d'un pèlerinage sur la tombe de saint Martin. Il est instruit par Syagre évêque d'Autun qui, à terme, l'ordonne prêtre. À la mort d'Éthère il est unanimement nommé évêque d'Auxerre par le clergé et le peuple rassemblé à Saint-Germain un 31 juillet, vers l'an 570 ou 572, jour de la fête de saint Germain.

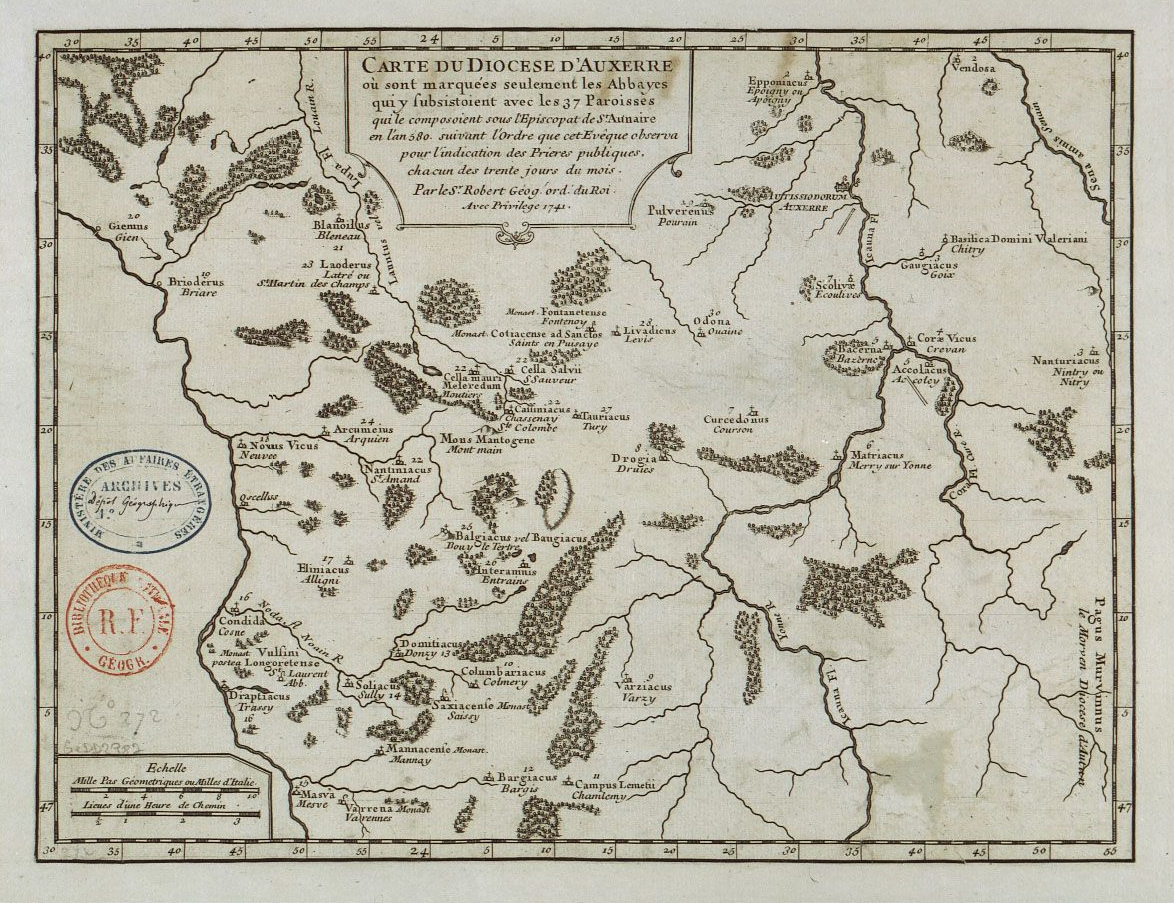
Diocèse d'Auxerre en l'an 580 sous l'épiscopat d'Aunaire, avec ses abbayes et ses 37 paroisses (carte établie en 1741)

### Le règlement d'Aunaire
Aunaire est abondamment cité par les historiens en tant qu'auteur du règlement éponyme. Car il met si bien l'accent sur le maintien de la discipline ecclésiastique, qu'il instaure des règles précises pour l'ordonnancement des prières. Ces documents, parmi les rares de l'époque à avoir survécu sous une forme ou une autre, citent souvent des villages pour la première fois par écrit. En sus des établissements religieux de son diocèse, ses 35 paroisses sont concernées - et nommées,.
Aunaire assigne chaque jour de janvier aux trente principales paroisses du diocèse, afin que chaque paroisse à son tour récite des prières spéciales destinées à préserver ses ouailles contre les accidents et périls en général,.
Dans la même vue, il assigne à douze "basiliques" et monastères successivement le premier jour de l'un des douze mois, avec le devoir de célébrer les litanies,,.
Il fixe l'heure à laquelle tous les archiprêtres et abbés doivent célébrer dans leurs églises respectives les vigiles chaque dimanche. Entre Pâques et le 1er octobre, elles doivent être célébrées de l'entrée de la nuit jusqu'à la pointe du jour ; du 1er octobre à Noël, elles doivent commencer à partir du chant du coq ; et de Noël à Pâques, elles doivent commencer à partir du milieu de la nuit. 

Les vigiles doivent aussi être célébrées dans la cathédrale. Aunaire associe les établissements religieux deux par deux pour ces célébrations. Ainsi 
l'église Saint-Germain et le monastère Decimiacense ad Sanctum Ciricum doivent assurer les vigiles de la nuit du dimanche ;
l'église Saint-Amatre et le monastère de Fontenoy celles de la nuit du lundi ; 
le monastère Saint-Marien avec le monastère de Saissy (deux monastères ensemble) pour la nuit du mardi ; 
l'église Saint-Pierre et le monastère de Mannay pour la nuit du mercredi ; 
l'église Saint-Martin et le monastère de Wulfin pour la nuit du jeudi ; 
et l'église Saint-Valérien avec le monastère de Varennes pour la nuit du vendredi. La nuit du samedi n'est pas attribuée, afin que ceux qui habitent loin puissent passer le dimanche entier dans leurs maisons respectives.
Ce besoin de lister toutes les paroisses du diocèse n'indique pas seulement le désir d'asseoir la religion dans la vie des gens ; l'abbé Lebeuf note qu'il est signe d'un relèvement de la population après les grandes invasions.

### Autres actes apostoliques
Il assiste au quatrième concile de Paris en 573, au premier concile de Mâcon en 581 et au second concile de Mâcon en 585, (ce dernier concile ayant inspiré la « légende du concile de Mâcon » et le débat sur la possession d'une âme par les femmes). Les deux conciles de Macon ont été convoqués par le roi Gontran. Il convoque le concile d'Auxerre vers 585 (voir paragraphe suivant).
Son nom est aussi parmi ceux des personnalités qui travaillèrent à résoudre les troubles survenus dans le monastère de Sainte-Croix de Poitiers en 589.
Il est  particulièrement dévot envers saint Germain et saint Amatre et souhaite écrire leurs vies, mais finit par exhorter Étienne, un prêtre, de rédiger à sa place une vie en prose de saint Amatre et une en vers pour saint Germain (Constance de Lyon en a déjà écrit une en prose pour ce dernier).
Il meurt le 25 septembre 603. Il est inhumé selon son choix dans l'église Saint-Germain. Il lègue plusieurs terres de son patrimoine aux monastères Saint-Étienne et Saint-Germain. 

Le monastère Saint-Étienne reçoit Briare, Verneuil, Holvet ou Nolvet, Giem, Oscel, Meun, un endroit appelé Deus-adjuva, un autre appelé Cormagnum, les Bries ou les Bray, La Roche, Mannay, Villers et Boné. 

Le monastère Saint-Germain reçoit dans le Gâtinais Corbeilles, dans l'Avallonais Domecy, Vézelay et un lieu appelé Calminiacum, et dans le Sénonais Bouilly.

### Concile d'Auxerre en 585
Aunaire convoque vers 585 le concile d'Auxerre, un synode diocésain qui dresse quarante-six canons détaillés, dont un redécouvert par l'abbé Lebeuf et que ce dernier a fait réinsérer dans le Bréviaire d'Auxerre de 1726.
Certains canons décident de l'ordonnance des processions et des prières publiques dans les diverses paroisses, d'autres luttent contre des habitudes populaires perçues comme des relents de paganisme. Ces règles ont été utilisées dans les conciles anciens et modernes subséquents et plus qu'abondamment citées, d'où la notoriété d'Aunaire qui préside ce concile-synode.
Trente-sept prêtres dont trois représentés par des diacres, y souscrivent - soit toutes les paroisses du diocèse d'Auxerre,. Pour bon nombre de ces paroisses (Champlemy, Châteauneuf-Val-de-Bargis, Vielmanay...), c'est la plus ancienne mention de leur existence.
Sept abbés y assistent : ceux des monastères de Saint-Marien, Saissy, Saint-Wulfin, Decimiacense ad Sanctum Ciricum, Fontenoy, Coucy-les-Saints et Mannay.
Certains statuts de ce synode sont des répétitions de plusieurs canons du concile de Mâcon, tout en gardant des spécificités propres. 

La plupart des 44 ecclésiastiques assistant au concile ont des noms teutoniques, ce qui indique qu'à l'époque les Francs étaient de beaucoup supérieurs en nombre aux Gaulois.

### Correspondance avec le pape
Son zèle pour la discipline canonique (et probablement ses relations) inspirent le pape Pelage II à lui écrire deux lettres. L'une est datée de la sixième année du règne de l'empereur Maurice, c'est-à-dire de l'année 586. L'une de ces lettres est une réponse du pape accompagnant les reliques ou sanctuaires de saint Pierre et saint Paul qu'Aunaire a demandé au pape pour les églises nouvellement bâties dans le diocèse d'Auxerre. La seconde lettre exhorte vivement Aunaire à faire de son mieux pour persuader les rois des différentes parties de la Gaule de défendre la Gaule contre les incursions du roi des Lombards Authari, ennemi des Romains ; il ressort de ce courrier qu'Aunaire avait l'intention de se rendre à Rome mais qu'il en est empêché par lesdites incursions de barbares. Cette lettre indique un bon rapport entre les pouvoirs ecclésiastiques et les rois.

### Personnalités
II a eu dans son clergé saint Outrille, qui devient ensuite évêque de Bourges.
Le célèbre saint Valeri, futur abbé de sa fondation l'abbaye de Saint-Valery-sur-Somme, reste pour un temps dans le monastère Saint-Marien,.

## Culte
De nombreux miracles sont notés, de son vivant et après sa mort. Inhumé à Saint-Germain, son tombeau reste au même endroit jusqu'en 865. Il est alors transféré le 25 septembre, jour anniversaire de sa mort, aux pieds du tombeau de saint Germain dans les « grottes » (cryptes) récemment bâties. 

Une seconde translation a lieu un 16 août vers l'an 1030, conjointement à la translation de saint Didier son successeur. L'année n'est pas indiquée dans le martyrologe mentionnant ces translations, mais l'on sait par d'autres sources que l'évêque Hugues de Châtillon (Hugues de Chalon, évêque de 999 à 1030) effectue vers 1030 une translation de saint Didier ; celle d'Aunaire, indiquée en même temps dans le martyrologe, est très probablement effectuée le même jour - d'autant plus que leurs tombeaux sont si voisins qu'ils se touchent presque. Il est fort possible que l'évêque de Paris y assistait car on retrouve des reliques de saint Aunaire et saint Didier dans la châsse de Notre-Dame de Paris dès le XIe siècle, comme l'atteste l'inventaire fait vers 1100,. L'église Saint-Germain possède une châsse contenant ces reliques, puisque l'abbé Raoul († 1208) doit la dégarnir de ses argenteries pour payer ses dettes.
Quel que soit l'état de la châsse, saint Aunaire est très longtemps l'objet d'un culte fervent à Auxerre. En 1469 lors d'une épidémie de peste, les gouverneurs et procureurs de la cité demandent à Hugues de Thiard, abbé de Saint-Germain, que la châsse des reliques de saint Aunaire soit descendue et portée dans la cité.
Le 2 octobre 1542 le vicaire général de Louis de Lorraine (1527-1578), abbé de Saint-Germain, prit (en accord avec les religieux) quelques reliques dont un ou des fragments de la tête de saint Aunaire, pour les donner à la duchesse de Guise Antoinette de Bourbon, mère de cet abbé.
Depuis au moins le XIIe siècle jusqu'en 1670 on chantait à sa fête des Antiennes et des Répons tirés de l'histoire de sa vie. Il fait partie des anciens calendriers (liturgiques) de Sens et de Bourges - et est donc présent dans les nouveaux calendriers également.
Des églises auparavant dédiées à Aunaire ont cessé son culte parce que l'ancienne manière (ou les anciennes manières) de prononcer et écrire son nom le faisait ressembler à d'autres noms phonétiquement proches. Lebeuf cite le cas de l'église paroissiale d'Hyères au diocèse de Paris, qui est dédiée à saint Honest, prêtre ; on y prononce son nom saint Aunais et il est représenté en évêque, ce que saint Honest n'a pas été.
En 1567 ses reliques sont profanées par les huguenots.